# Pero erubescens
Pero erubescens là một loài bướm đêm trong họ Geometridae.